# Massimo Ranieri
Pour les articles homonymes, voir Ranieri.
Giovanni Calone, dit Massimo Ranieri, né le 3 mai 1951 à Borgo Santa Lucia, un quartier de Naples en Italie, est un chanteur et acteur italien.

## Biographie
En décembre 1970, sa victoire au célèbre show italien Canzonissima avec la chanson Vent'anni lui avait ouvert les portes de la 
compétition européenne, Concours Eurovision de la chanson, déjà très en déclin en Italie. À Dublin, il termina 5e avec le titre L'amore è un'attimo. Comme c'était l'usage à l'époque, les gagnants et les mieux classés de l'Eurovision enregistraient leur titre en plusieurs langues. Il obtient un bon succès européen, tant en Allemagne Die Liebe ist ein Traum en Espagne Todo es tan fugaz qu'en France Pour un instant d'amour.
En 1971, il tint auprès de Ottavia Piccolo, le 1er rôle masculin dans le film de Bolognini Metello. Il sortit un album consacré à la chanson napolitaine. Il publia aussi deux versions chantées de l'Adagio d'Albinoni.
La chanson Erba di casa mia lui permit de gagner Canzonissima en décembre 1972 (et donc son ticket pour l’Eurovision).
Massimo Ranieri a représenté l'Italie au Concours Eurovision de la chanson en 1973 avec le titre Chi sara' con te. Il est arrivé en 13e position.
Depuis 1977, Massimo Ranieri vit une partie de l'année à Eclassan, en Ardèche, ou il possède une maison.
En 1988, il remporta le Festival de Sanremo avec Perdere l'amore (ré-enregistré bien plus tard par Lara Fabian). Il reste en Italie un artiste complet et prolifique (chanson, cinéma, théâtre, télévision).
Le 16 octobre 2002, Massimo Ranieri a été nommé Ambassadeur de bonne volonté de l’Organisation des Nations Unies pour l'alimentation et l'agriculture (FAO).
Fin 2007, il conduit sur Raiuno le primetime du vendredi soir Tutte donne tranne me. Il tourne pour la Rai 1 les pièces de l'auteur napolitain Edoardo de Filippo.

## Filmographie partielle
- 1970 : Metello de Mauro Bolognini
- 1971 : Bubu de Montparnasse (Bubu) de Mauro Bolognini
- 1971 : Incontro de Piero Schivazappa : Sandro Zanichelli
- 1972 : Chronique d'un homicide de Mauro Bolognini
- 1974 : La Cousine (La cugina) d'Aldo Lado : Enzo
- 1975 : Salvo D'Acquisto de Romolo Guerrieri
- 1976 : L'Ombre d'un tueur d'Antonio Margheriti
- 1979 : La patata bollente de Steno
- 2004 : Les Parisiens de Claude Lelouch
- 2005 : Le Courage d'aimer de Claude Lelouch
- 2016 : L'Affaire Pasolini (La macchinazione) de David Grieco
- 2021 : L'uomo che disegnò Dio de Franco Nero